# 仕女画

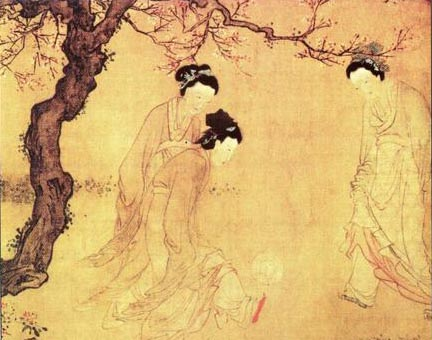
着裙蹴鞠的仕女，明代杜堇《仕女图·蹴鞠》

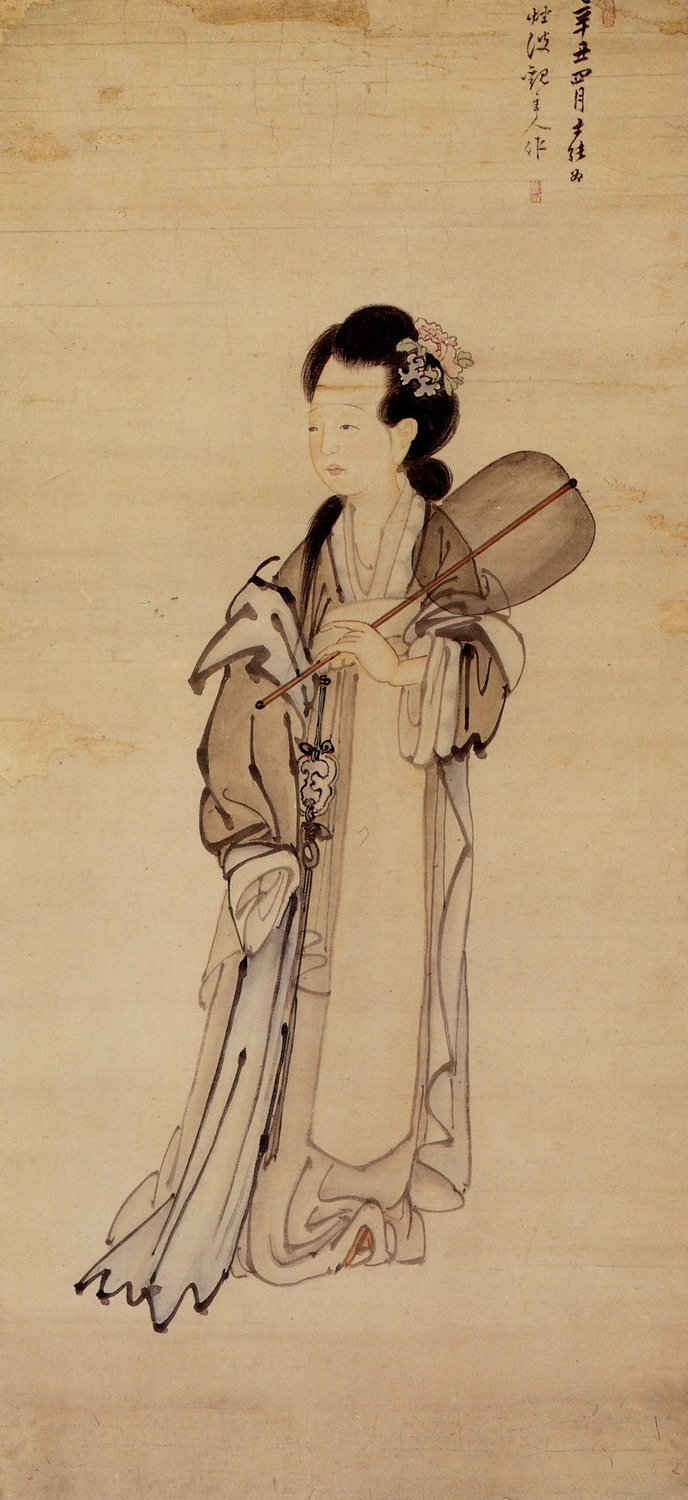
朝鮮王朝畫家金弘道《仕女圖》

仕女画，中国传统绘画中的一类，亦属東亞傳統繪画中的美人画。“仕女画”原意为以士大夫与贵族女子为题材的人物画，屬於美人畫的一種。至宋代之後专指古代女子或仙女为题材的画，亦是專指以古代或神話傳說女子為題材的繪畫。

## 历史
仕女画起源于六朝时期，初期為寫實的女性或人物畫，宋朝起開始漸漸以古代女性或神話傳說中的女性為題材，衣飾、造型與畫家身處的時代有明顯區別。现存最早的仕女画为顾恺之的《洛神赋图》。
主要的仕女画画家有唐代的周昉，宋代的王居正，明代的仇英、唐寅，清代的费丹旭、胡也佛等。